# スポーツに関する世界一の一覧
スポーツに関する世界一の一覧（スポーツにかんするせかいいちのいちらん）では、スポーツに関する世界で一番や一位の事物を紹介する。なお、競技者記録が中心ではあるが「歴史・施設・環境・人口・経済・その他」の関連事物も対象とする。

## 格闘技

### ボクシング
- 連続世界王座最多防衛数 - ジョー・ルイス：25回連続
- 連続世界王座KO防衛数 - ゲンナジー・ゴロフキン、ウイルフレド・ゴメス：17回連続
- 世界王座最多階級制覇 - オスカー・デ・ラ・ホーヤ、マニー・パッキャオ：6階級制覇
- 世界最多KO数 - アーチー・ムーア：131回
- タイトルマッチ最速KO決着 - WBO世界バンタム級王者ゾラニ・テテ VS シボニソ・ゴニャ：初回11秒KOでテテが防衛
- 世界王座最多同時制覇 - ヘンリー・アームストロング：3階級同時制覇（フェザー級・ライト級・ウェルター級）
- 世界王座最年少獲得 - ウィルフレド・ベニテス：17歳176日
- 世界王座最年少4団体統一 - デヴィン・ヘイニー：23歳199日
- 世界王座最年長獲得 - バーナード・ホプキンス：49歳94日
- 世界王座最年長防衛 - バーナード・ホプキンス：49歳94日
- 世界王座最年長統一 - バーナード・ホプキンス：49歳94日
- 世界戦最多出場 - フリオ・セサール・チャベス：37戦
- デビューから最速世界王者 - センサク・ムアンスリン、ワシル・ロマチェンコ、デビッド・モレル：デビューから3戦目
- デビューから最速世界王座2階級制覇 - ワシル・ロマチェンコ：デビューから7戦目
- デビューから最速世界王座3階級制覇  - 田中恒成、 ワシル・ロマチェンコ：デビューから12戦目
- デビューから最速世界王座4階級制覇  - 田中恒成：デビューから21戦目
- デビュー戦で世界戦に出場 - ピート・ラデマッハー、ラファエル・ロベラ

### 女子ボクシング
- 連続女子世界王座最多防衛数 - セシリア・ブレークフス：25回連続
- 女子世界王座最多階級制覇 - アマンダ・セラノ：7階級制覇
- 女子タイトルマッチ最速KO決着 - WBC女子世界ライトフライ級シルバー王者セニエサ・エストラーダ VS ミランダ・アドキンス：初回7秒KOでエストラーダが防衛

### レスリング
- オリンピック男子部門最多優勝 - ミハイン・ロペス：5回
- オリンピック女子部門最多優勝 - 伊調馨：4回

### 総合格闘技
- 連続無敗記録 - ハビブ・ヌルマゴメドフ：29試合

## 陸上競技

### その他の記録
- 男子駅伝  ケニア - 1時間57分06秒
- 女子駅伝  中国 - 2時間11分41秒

## フリーダイビング
出典

### 男子記録
- スタティック・アプネア  フランス ステファンヌ・ミフスッド（英語版） 11分35秒。2009年6月8日
- ダイナミック・アプネア  ポーランド マテウス・マリナ／ ギリシャ ギオルゴス・パナギオタキス 300m。2016年7月3日
- ダイナミック・アプネア・フィン無し  ポーランド マテウス・マリナ 226m。2016年7月2日
- コンスタント・ウェイト  ロシア アレクセイ・モルチャノフ（英語版） 129m。2017年5月2日
- コンスタント・ウェイト・フィン無し  ニュージーランド ウィリアム・トゥルブリッジ（英語版） 102m。2016年7月2日
- フリー・イマージョン  ニュージーランド ウィリアム・トゥルブリッジ 124m。2016年5月2日
- ヴァリアブル・ウェイト  ギリシャ スタヴロス・カストリナキス 146m
- ノー・リミッツ  オーストリア ヘルベルト・ニッチ（英語版） 214m。2007年6月14日

### 女子記録
- スタティック・アプネア  ロシア ナタリア・モルチャノワ（英語版） 9分02秒。2013年6月29日
- ダイナミック・アプネア  ロシア ナタリア・モルチャノワ 237m。2014年9月26日
- ダイナミック・アプネア・フィン無し  ポーランド マグダレナ・ソリッチ=タランダ 191m。2017年7月1日
- コンスタント・ウェイト  イタリア アレッシア・ゼッキーニ（英語版） 104m。2011年5月2日
- コンスタント・ウェイト・フィン無し  日本 木下紗佑里 72m。2016年4月26日
- フリー・イマージョン  オランダ イェアニー・グラスメイヤー 92m。2016年9月6日
- ヴァリアブル・ウェイト  オランダ ナーニヤ・ヴァン・デン・ブルーク（英語版） 127m。2015年10月18日
- ノー・リミッツ  アメリカ合衆国 タニヤ・ストリーター（英語版） 160m。2002年8月17日

## サッカー

### チーム記録
- 男子ワールドカップ記録
  -  ブラジル - FIFAワールドカップ最多出場回数。22回
  -  ブラジル - FIFAワールドカップ最多優勝回数。5回
  -  ドイツ ミロスラフ・クローゼ - 個人通算最多得点。16得点

- 男子ナショナルチーム記録
  -  オーストラリア - 国際試合での最多得点差勝利。31得点
  -  アメリカ領サモア - 国際試合での最多得点差敗戦。31失点

- 男子クラブチーム記録
  -  バヌアツ タフェアFC - 国内リーグ戦の連覇回数。15連覇
  -  イタリア ACミラン - 国際タイトルの最多獲得。21回
  -  イングランド クリスタル・パレスFC - 世界最古のプロサッカークラブ。1861年創設
  -  イングランド シェフィールドFC - 世界最古のサッカークラブ。1857年創設

### 個人記録
- 男子個人記録
  -  アルゼンチン リオネル・メッシ - バロンドールの最多受賞。8回
  -  フランス ジネディーヌ・ジダン  ブラジル ロナウド - FIFA最優秀選手賞の最多受賞。3回
  -  ブラジル アルツール・フリーデンライヒ - 公式戦での通算得点。1329得点
  -  ポルトガル クリスティアーノ・ロナウド - 国際試合の最多出場。205試合
  -  ポルトガル クリスティアーノ・ロナウド - 国際試合での通算得点。128得点
  -  オーストラリア アーチー・トンプソン - 国際試合での1試合最多得点。13得点
  -  ブラジル ロジェリオ・セニ - ゴールキーパーの通算最多得点。131得点
  -  エジプト エゼルディン・バハダー（英語版） - 最高齢での得点記録。74歳125日
  -  エジプト エゼルディン・バハダー（英語版） - 最高齢での試合出場。74歳125日
  -  ベルギー クリスティアン・ベンテケ - 国際試合での試合開始最短時間得点。試合開始8秒1
  -  イングランド リー・トッド（英語版） - 試合開始最短時間でのレッドカード退場。試合開始2秒
  -  ドイツ エルヴィン・ヘルムチェン（英語版） - 公式戦でのハットトリック通算回数。141回

- 女子個人記録
  -  アメリカ合衆国 クリスティン・リリー - 国際試合の最多出場。354試合
  -  アメリカ合衆国 アビー・ワンバック - 国際試合での通算得点。184得点
  -  スペイン アレクシア・プテジャス - 女子バロンドールの最多受賞。2回
  -  ブラジル マルタ - FIFA最優秀選手賞の最多受賞。5回
  -  ブラジル フォルミガ - FIFA女子ワールドカップ最多出場。7大会

## ラグビー

### チーム記録
- 南アフリカ共和国 - ラグビーワールドカップ最多優勝回数。4回
- ニュージーランド - ラグビーワールドカップ (女子)最多優勝回数。6回

### 個人記録
- ニュージーランド リッチー・マコウ、ダン・カーター - ワールドラグビー男子15人制年間最優秀選手賞の最多受賞。3回
- ニュージーランド グラハム・ヘンリー - ワールドラグビー年間最優秀コーチ賞の最多受賞。5回

## テニス
※いずれの記録もオープン化以後。

### 男子記録
- ジミー・コナーズ ATPツアーシングルス通算勝利。109勝
- ロジャー・フェデラー メジャー選手権シングルス通算勝利。20勝
- ロジャー・フェデラー シングルス世界ランキング1位通算在位。302週

### 女子記録
- マルチナ・ナブラチロワ WTAツアーシングルス通算勝利。167勝
- セリーナ・ウィリアムズ メジャー選手権シングルス通算勝利。23勝
- シュテフィ・グラフ シングルス世界ランキング1位通算在位。377週

## ゴルフ

### 男子記録
- タイガー・ウッズ 通算勝利。106勝
- ジャック・ニクラス メジャー選手権通算勝利。18勝
- タイガー・ウッズ 世界ランキング1位通算在位。683週

### 女子記録
- キャシー・ウィットワース 通算勝利。89勝
- パティ・バーグ メジャー選手権通算勝利。15勝
- ロレーナ・オチョア 世界ランキング1位通算在位。158週

## 野球
※ここで言う通算記録は、MLBおよび各国プロ野球のリーグ戦でのみ記録されたものであり、プレーオフや他の公式戦で記録されたものは算入しない。
- 通算記録（出典）
  - 出場試合 - イチロー 3604試合
  - 打席 - ピート・ローズ 15861打席
  - 打数 - ピート・ローズ 14053打数
  - 安打 - イチロー 4367安打
  - 代打安打 - レニー・ハリス 212代打安打
  - 出塁 - ピート・ローズ 5929出塁
  - 単打 - イチロー 3440単打
  - 二塁打 - トリス・スピーカー 792二塁打
  - 三塁打 - サム・クロフォード 309三塁打
  - 本塁打 - 王貞治 868本塁打
  - 満塁本塁打 - アレックス・ロドリゲス 25満塁本塁打
  - 代打本塁打 - 高井保弘 27代打本塁打
  - 長打 - ハンク・アーロン 1477長打
  - 塁打 - ハンク・アーロン 6856塁打
  - 打点 - ハンク・アーロン 2297打点
  - 得点 - リッキー・ヘンダーソン 2295得点
  - 犠打 - 川相昌弘 533犠打
  - 犠飛 - エディ・マレー 128犠飛
  - 四球 - バリー・ボンズ 2558四球
  - 死球 - ヒューイー・ジェニングス 287死球
  - 四死球 - バリー・ボンズ 2664四死球
  - 故意四球 - バリー・ボンズ 688敬遠
  - 三振 - レジー・ジャクソン 2597三振
  - 併殺打 - アルバート・プホルス 426併殺打
  - 盗塁 - リッキー・ヘンダーソン 1406盗塁
  - 盗塁死 - リッキー・ヘンダーソン 335盗塁死
  - 補殺 - オジー・スミス 8375補殺
  - 失策 - ハーマン・ロング 1096失策
  - 連続試合出場 - カル・リプケン・ジュニア 2632試合連続試合出場
  - 連続試合フルイニング出場 - 金本知憲 1492試合連続フルイニング出場
  - 登板 - ジェシー・オロスコ 1252登板
  - 先発 - サイ・ヤング 815先発
  - 救援 - ジェシー・オロスコ 1248救援登板
  - 完了 - マリアノ・リベラ 952完了
  - 完投 - サイ・ヤング 749完投
  - 完封 - ウォルター・ジョンソン 110完封
  - 勝利 - サイ・ヤング 511勝
  - 救援勝利 - 金田正一 132救援勝利
  - 敗戦 - サイ・ヤング 316敗
  - セーブ - マリアノ・リベラ 652セーブ
  - ホールド - 宮西尚生 393ホールド
  - 投球回 - サイ・ヤング 7356投球回
  - 対打者 - サイ・ヤング 29565打者
  - 被安打 - サイ・ヤング 7092被安打
  - 被本塁打 - 鈴木啓示 560被本塁打
  - 与四球 - ノーラン・ライアン 2795四球
  - 与敬遠 - ケント・テカルヴ 179与敬遠
  - 与死球 - ガス・ウェイイング 277与死球
  - 奪三振 - ノーラン・ライアン 5714奪三振
  - ボーク - スティーブ・カールトン 90ボーク
  - 暴投 - トニー・マレーン 343暴投
  - 自責点 - サイ・ヤング 2147自責点
  - ノーヒットノーラン - ノーラン・ライアン 7回

## スキー

### アルペンスキー
- インゲマル・ステンマルク 男子W杯通算勝利回数　86勝
- インゲマル・ステンマルク 男子W杯通算表彰台回数　155回
- チェーティル・アンドレ・オーモット 男子W杯通算トップ10の回数　231回
- リンゼイ・ボン 女子W杯通算勝利回数　82勝
- リンゼイ・ボン 女子W杯通算表彰台回数　137回
- リンゼイ・ボン 女子W杯通算トップ10の回数　214回

### ノルディックスキー
- グレゴア・シュリーレンツァウアー 男子W杯通算勝利回数　53勝
- ヤンネ・アホネン 男子W杯通算表彰台回数　108回
- 高梨沙羅 女子W杯通算勝利回数　56勝
- 高梨沙羅 女子W杯通算表彰台回数　99回

## スケート

### フィギュアスケート
- 羽生結弦 - 男子フィギュアショートプログラム最高得点　110.95得点
- 羽生結弦 - 男子フィギュアフリースケーティング最高得点　219.48得点
- 羽生結弦 - 男子フィギュア最高合計得点　330.43得点
- エフゲニア・メドベージェワ - 女子フィギュアショートプログラム最高得点　80.85得点
- エフゲニア・メドベージェワ - 女子フィギュアフリースケーティング最高得点　160.46得点
- エフゲニア・メドベージェワ - 女子フィギュア最高合計得点　241.31得点
- ウルリッヒ・サルコウ - 世界フィギュアスケート選手権男子最多タイトル。10個 （1901年 - 1905年、1907年 - 1911年）
- ソニア・ヘニー - 世界フィギュアスケート選手権女子最多タイトル。10個（1927年 - 1936年） および 冬季オリンピック女子フィギュア最多タイトル。3個（1928年、1932年、1936年）
- ギリス・グラフストローム - 冬季オリンピック男子フィギュア最多タイトル。3個（1920年、1924年、1928年）

### ショートトラックスピードスケート
| 種目                                                                                              | 選手         | 国名           | 都市            | 日時              | 記録     |
| ------------------------------------------------------------------------------------------------- | ------------ | -------------- | --------------- | ----------------- | -------- |
| 500メートル                                                                                       | JR Celski    | アメリカ合衆国 | Calgary, Canada | October 21, 2012  | 39.937   |
| 1000メートル                                                                                      | Kwak Yoon-Gy | 韓国           | Calgary, Canada | October 21, 2012  | 1:23.007 |
| 1500メートル                                                                                      | Noh Jin-Kyu  | 韓国           | Shanghai, China | December 10, 2011 | 2:09.041 |
| 3000メートル                                                                                      | Noh Jin-Kyu  | 韓国           | Warsaw, Poland  | March 19, 2011    | 4:31.891 |
| 5000メートルリレー                                                                                | カナダ*      | カナダ         | Calgary, Canada | October 19, 2012  | 6:30.958 |
| * Relay members for Canada were : Charles Hamelin, Francois Hamelin, Michael Gilday, Olivier Jean |              |                |                 |                   |          |

## 競馬
- ドンカスターカップ - 世界一の歴史のある競走。1766年創設
- ロマンチックウォリアー - 世界一獲得賞金の多い競走馬。2億0693万1497HK$
- ウィンクス - 世界一国際G1勝利数の多い競走馬。25勝
- キンチェム - 世界一の生涯無敗記録を持つ競走馬。54戦54勝
- ガリレオ - 世界一G1勝利産駒数の多い種牡馬。85頭
- デインヒル - 世界一ステークスウイナー産駒数の多い種牡馬。347頭
- サンデーサイレンス- 世界一種牡馬獲得賞金額。795億7951万7000円(JRAのみ)
- サンデーサイレンス- 世界一BMS獲得賞金額。1016億8312万7000円(継続中)JRAのみ[2]
- 武豊 - 世界一の騎手最多賞金。1058億0398万0000円(継続中)JRA+NAR[3]
- ジョルジ・リカルド - 世界一の最多平地通算勝利騎手。13,352勝(継続中)
- トニー・マッコイ - 世界一の最多障害通算勝利騎手。4,348勝
- ケント・デザーモ - 世界一の年間勝利数の記録。598勝
- ゴードン・リチャーズ - 世界一の連勝記録を持つ騎手。12連勝
- 折笠豊和 - 世界一の連敗記録を持つ騎手。810連敗

## 自転車競技

### ロードレース
- グランツール
  - 最多総合優勝回数 エディ・メルクス（ ベルギー）。11回
  - 出場機会連続総合優勝記録　エディ・メルクス（ ベルギー）。10
  - 最多区間優勝回数　エディ・メルクス（ ベルギー）。64回
  - 最多総合成績表彰台（3位まで）回数　ジャック・アンクティル（ フランス）。13回
  - 山岳賞獲得回数　フェデリコ・バーモンテス（ スペイン）。9回
  - ポイント賞獲得回数　エリック・ツァベル（ ドイツ）。9回
  - 同一年度全グランツール完走回数　アダム・ハンセン（ オーストラリア）。5回[4]
- モニュメント最多優勝回数　エディ・メルクス（ ベルギー）。19回
- ステージレース最多連覇記録　ショーン・ケリー（ アイルランド）。パリ〜ニースにおける7連覇

### トラックレース
- 世界選手権
  - 通算優勝回数選手 
    - 男子・アルノー・トゥルナン（ フランス）。14回
    - 女子・フェリシア・バランジェ（ フランス）、アンナ・メアーズ（ オーストラリア）。10回

  - 同一種目最多連覇記録 - 中野浩一（ 日本）。プロ・スプリントで10連覇
- オリンピック
  - 通算金メダル獲得選手 - クリス・ホイ（ イギリス）。6個
  - 同一大会における最多金メダル獲得選手 - マーカス・ハーリー（ アメリカ合衆国）。セントルイスオリンピックにおける4個
- アワーレコード（1時間内における走破距離） - オンドジェイ・ソセンカ（ チェコ）。2005年7月19日、モスクワで49.700km/hを記録
- 6日間レース最多優勝回数選手 - パトリック・セルキュ（ ベルギー）。88回

## モータースポーツ

### フォーミュラ1
通算記録
- ルーベンス・バリチェロ　ドライバー通算出走　326回
- ルーベンス・バリチェロ　ドライバー通算決勝出走　322回
- ルイス・ハミルトン　ドライバー通算ポールポジション　103回
- ルイス・ハミルトン　ドライバー通算決勝出走最前列スタート　132回
- ミハエル・シューマッハ　ドライバー通算ファステストラップ回数　77回
- ミハエル・シューマッハ　ドライバー通算表彰台　155回
- ルイス・ハミルトン　ドライバー通算ポイント　4165.5ポイント
- ミハエル・シューマッハ　ドライバー通算入賞　221回
- ミハエル・シューマッハ　ドライバー通算　勝利したサーキットの数　22コース
- ミハエル・シューマッハ　ドライバーズチャンピオン　7回
- ルイス・ハミルトン　ドライバーズチャンピオン　7回
- ミハエル・シューマッハ　ドライバー通算決勝出走トップ走行ラップ　5111周(24144km)
- ルイス・ハミルトン　ドライバー通算ポールトゥウィン　50回
- ミハエル・シューマッハ　ドライバー通算ハットトリック　22回
- ルイス・ハミルトン　ドライバー通算勝利　103勝
- ミハエル・シューマッハ　ドライバー通算決勝走行ラップ　16824周
- ジム・クラーク　ドライバー通算グランドスラム　8回
- フェラーリ　コンストラクター通算勝利　221勝
- フェラーリ　コンストラクターズチャンピオン　16回
- フェラーリ　コンストラクター通算表彰台　674回
- フェラーリ　コンストラクター通算ファステストラップ回数　228回
- フェラーリ　コンストラクターズ通算出走　860回
- フェラーリ　コンストラクターズ通算ポイント　6360.27ポイント
- フェラーリ　コンストラクター通算ポールポジション　207回

最年少記録および最年長記録
- マックス・フェルスタッペン　最年少エントリー　17歳166日
- ルイ・シロン　最年長エントリー　58歳288日
- マックス・フェルスタッペン　最年少決勝出走　17歳166日
- ハイメ・アルグエルスアリ　最年少決勝完走　19歳125日
- ルイ・シロン　最年長決勝出走＆完走　55歳292日
- リカルド・ロドリゲス　最年少決勝出走最前列スタート　19歳208日
- マックス・フェルスタッペン　最年少入賞　17歳180日
- フィリップ・エタンセラン　最年長入賞　53歳249日
- マックス・フェルスタッペン　最年少ラップ・リーダー　18歳228日
- マックス・フェルスタッペン　最年少ファステストラップ　19歳44日
- ファン・マニュエル・ファンジオ　最年長ファステストラップ　46歳209日
- セバスチャン・ベッテル　最年少ポールポジション　21歳72日
- ジュゼッペ・ファリーナ　最年長ポールポジション　47歳79日
- セバスチャン・ベッテル　最年少表彰台　21歳73日
- ルイジ・ファジオーリ　最年長表彰台　53歳22日
- マックス・フェルスタッペン　最年少優勝　18歳228日
- ルイジ・ファジオーリ　最年長優勝　53歳22日
- セバスチャン・ベッテル　最年少ポールトゥウィン　21歳72日
- ファン・マヌエル・ファンジオ　最年長ポールトゥウィン　46歳41日
- セバスチャン・ベッテル　最年少ハットトリック　21歳353日
- ファン・マヌエル・ファンジオ　最年長ハットトリック　46歳41日
- セバスチャン・ベッテル　最年少グランドスラム　24歳119日
- ファン・マヌエル・ファンジオ　最年長グランドスラム　45歳42日
- セバスチャン・ベッテル　最年少年間チャンピオン　23歳134日
- ファン・マヌエル・ファンジオ　最年長年間チャンピオン　46歳41日
- セバスチャン・ベッテル　最年少2度目年間チャンピオン　24歳98日
- セバスチャン・ベッテル　最年少3度目年間チャンピオン　25歳145日
- セバスチャン・ベッテル　最年少年間2位　22歳121日

### 世界ラリー選手権
通算記録
- セバスチャン・ローブ 通算年間チャンピオン　9回
- ランチア　コンストラクターズ通算年間チャンピオン　10回
- セバスチャン・ローブ 通算勝利　78勝
- シトロエン コンストラクターズ通算勝利　93勝
- セバスチャン・ローブ 通算ステージ勝利　896勝
- セバスチャン・ローブ 通算表彰台　116回
- セバスチャン・ローブ 通算ポイント　1619ポイント
- カルロス・サインツ 通算出走　196回
- ハンヌ・ミッコラ 通算リタイア　61回

最年少記録および最年長記録
- ヤリ＝マティ・ラトバラ 最年少優勝　22歳313日
- ビョルン・ワルデガルド 最年長優勝　46歳155日
- コリン・マクレー 最年少年間チャンピオン　27歳109日

## スカイスポーツ
※スカイスポーツ競技に関する世界記録。

### 気球
- 有人気球による最高高度到達記録 - フェリックス・バウムガルトナー（ オーストリア）

高度12万8100ft（約3万9045m）。2012年10月14日にスカイダイバーのバウムガルトナーが達成。

### スカイダイビング
- 世界最高高度記録 - フェリックス・バウムガルトナー（ オーストリア）

高度12万8100ft（約3万9045m）からの降下。2012年10月14日に達成。
- 自由落下（フリーフォール）による最高落下速度記録 - フェリックス・バウムガルトナー（ オーストリア）

音速を超える729mph（約1,174km/h）、マッハ1.24を達成。※日付は上記と同時期